# Springville (Utah)
Springville és una població dels Estats Units a l'estat de Utah. Segons el cens del 2000 tenia 20.424 habitants.

## Demografia
Segons el cens del 2000, Springville tenia 20.424 habitants, 5.975 habitatges, i 5.024 famílies. La densitat de població era de 683,3 habitants per km².
Dels 5.975 habitatges en un 51,5% hi vivien nens de menys de 18 anys, en un 72,4% hi vivien parelles casades, en un 8,7% dones solteres, i en un 15,9% no eren unitats familiars. En el 13,2% dels habitatges hi vivien persones soles el 5,8% de les quals corresponia a persones de 65 anys o més que vivien soles. El nombre mitjà de persones vivint en cada habitatge era de 3,41 i el nombre mitjà de persones que vivien en cada família era de 3,76.
Per edats la població es repartia de la següent manera: un 37,4% tenia menys de 18 anys, un 12,7% entre 18 i 24, un 28% entre 25 i 44, un 14% de 45 a 60 i un 7,9% 65 anys o més.
L'edat mediana era de 25 anys. Per cada 100 dones de 18 o més anys hi havia 94,9 homes.
La renda mediana per habitatge era de 46.472 $ i la renda mediana per família de 48.845 $. Els homes tenien una renda mediana de 37.942 $ mentre que les dones 26.098 $. La renda per capita de la població era de 15.634 $. Entorn del 6,6% de les famílies i el 8% de la població estaven per davall del llindar de pobresa.

## Poblacions properes
El següent diagrama mostra les poblacions més properes.